# Øygarden
Øygarden è un comune norvegese della contea di Vestland.
Il territorio è costituito da una catena di isole a nord di Fjell, il capoluogo amministrativo è Tjeldstø. Il nome Øygarden proviene dalle due parole øy (« isola ») e gard (« barriera »): « barriera di isole ».